# Liste der Auslandsvertretungen Chiles

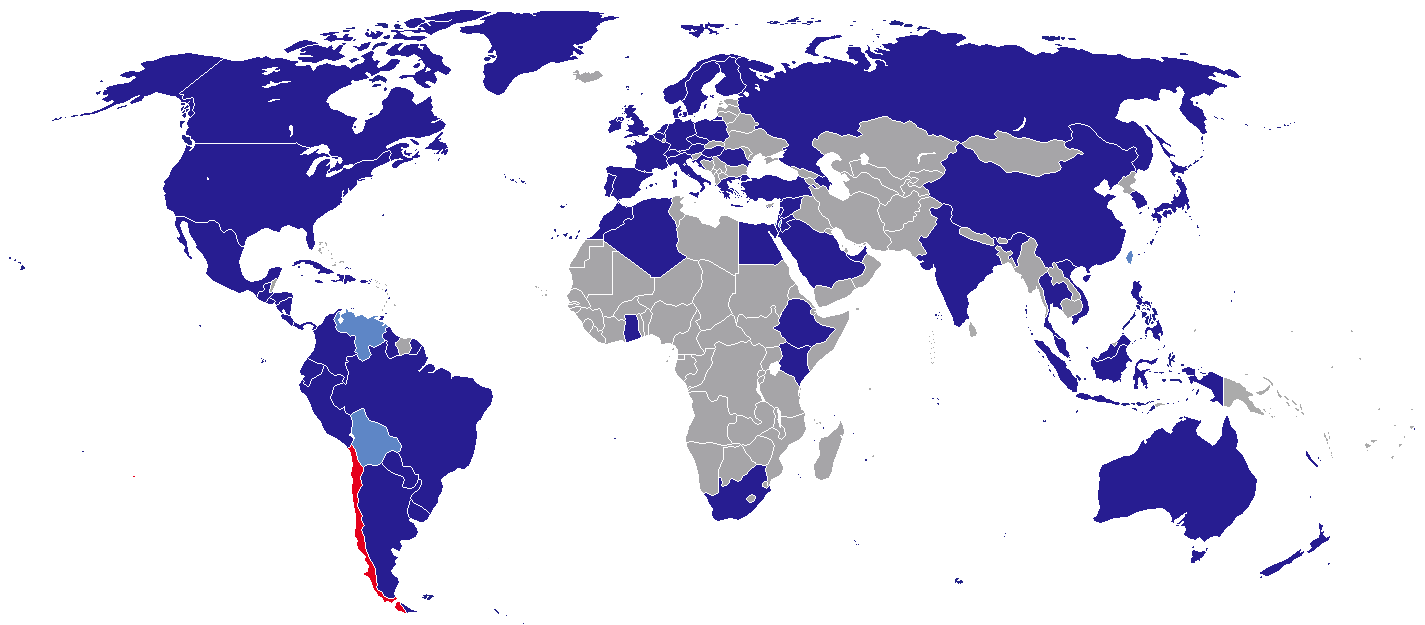
Standorte der diplomatischen Vertretungen Chiles

Dies ist eine Liste der diplomatischen und konsularischen Vertretungen Chiles.

## Diplomatische und konsularische Vertretungen

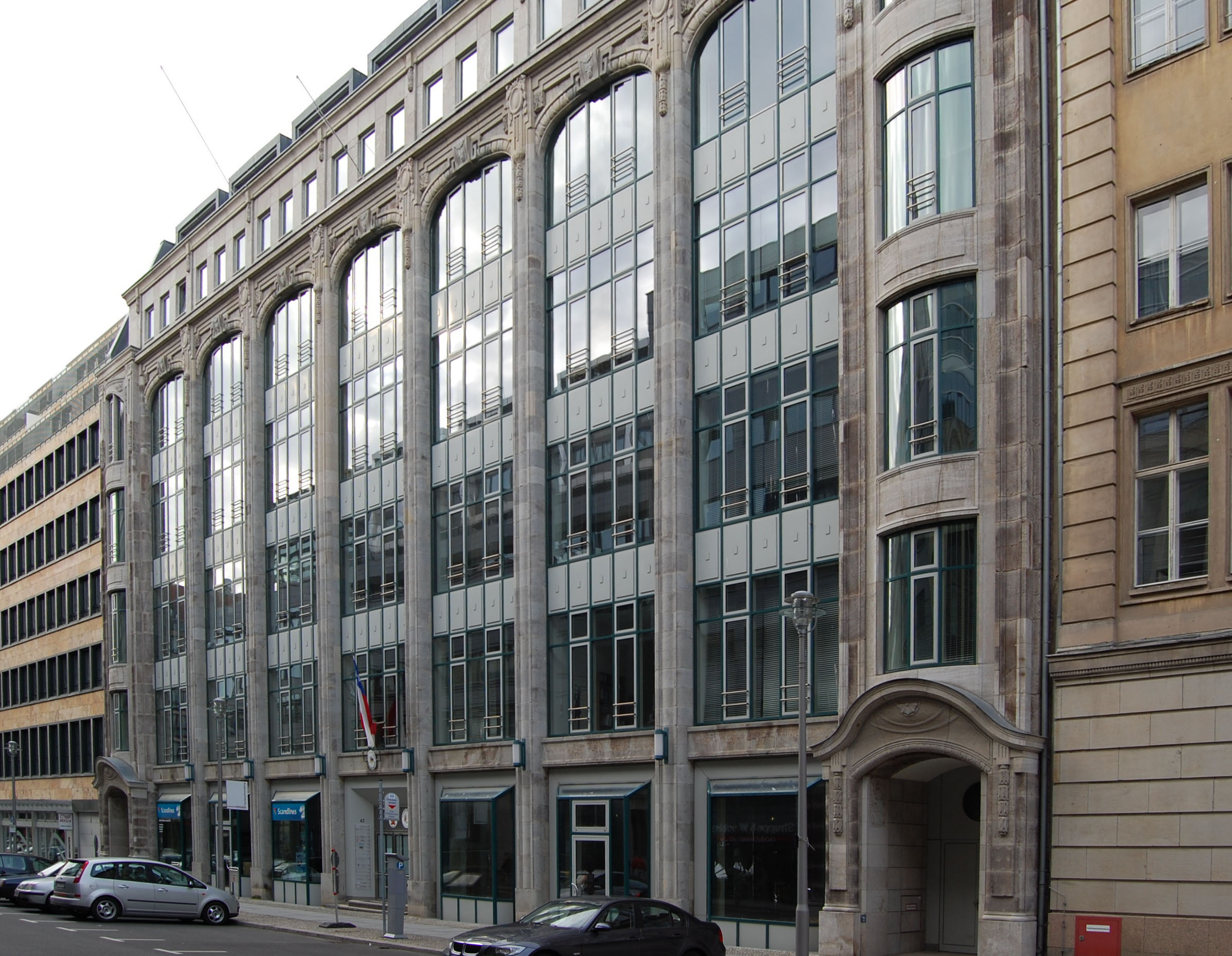
Chilenische Botschaft in Berlin

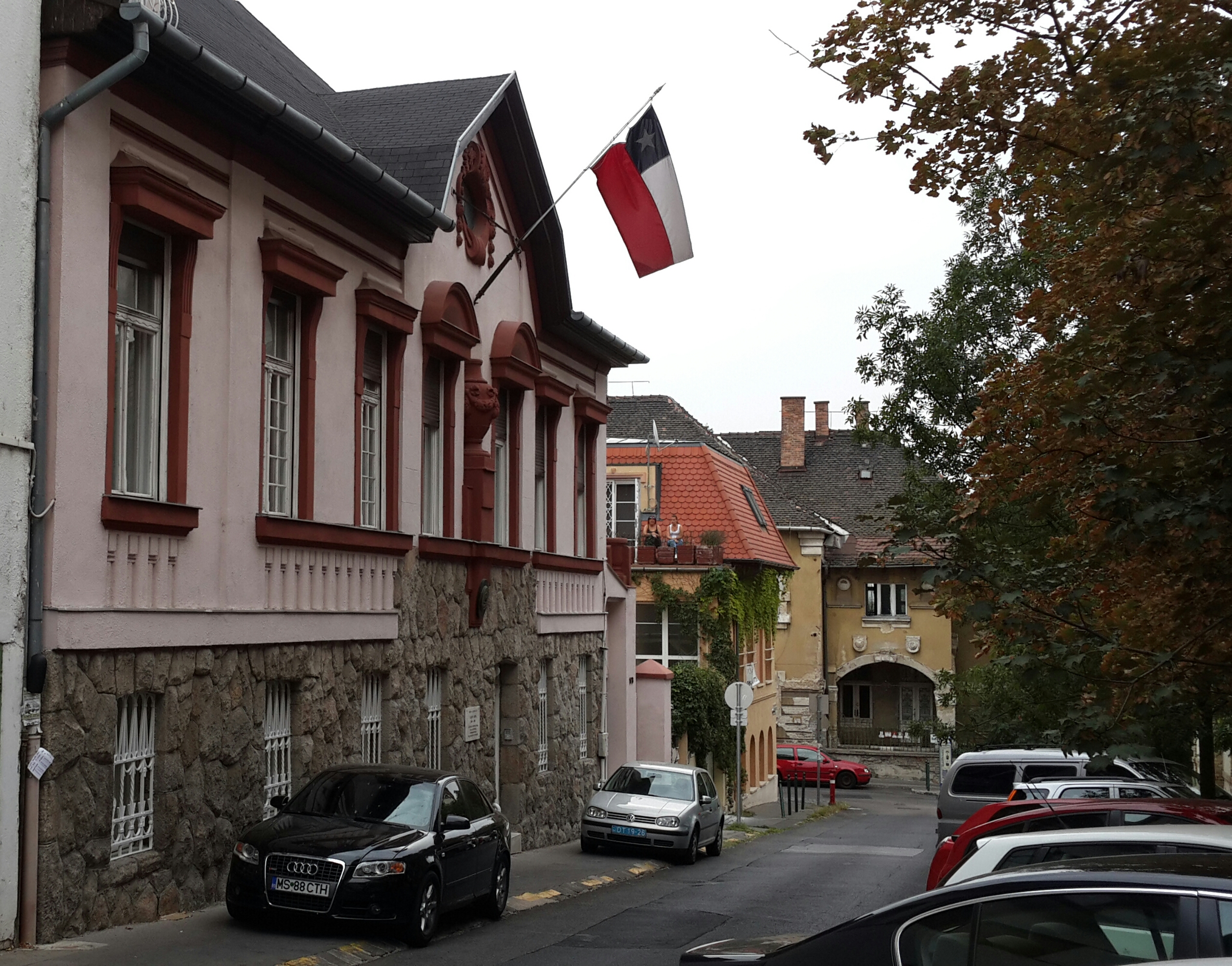
Chilenische Botschaft in Budapest

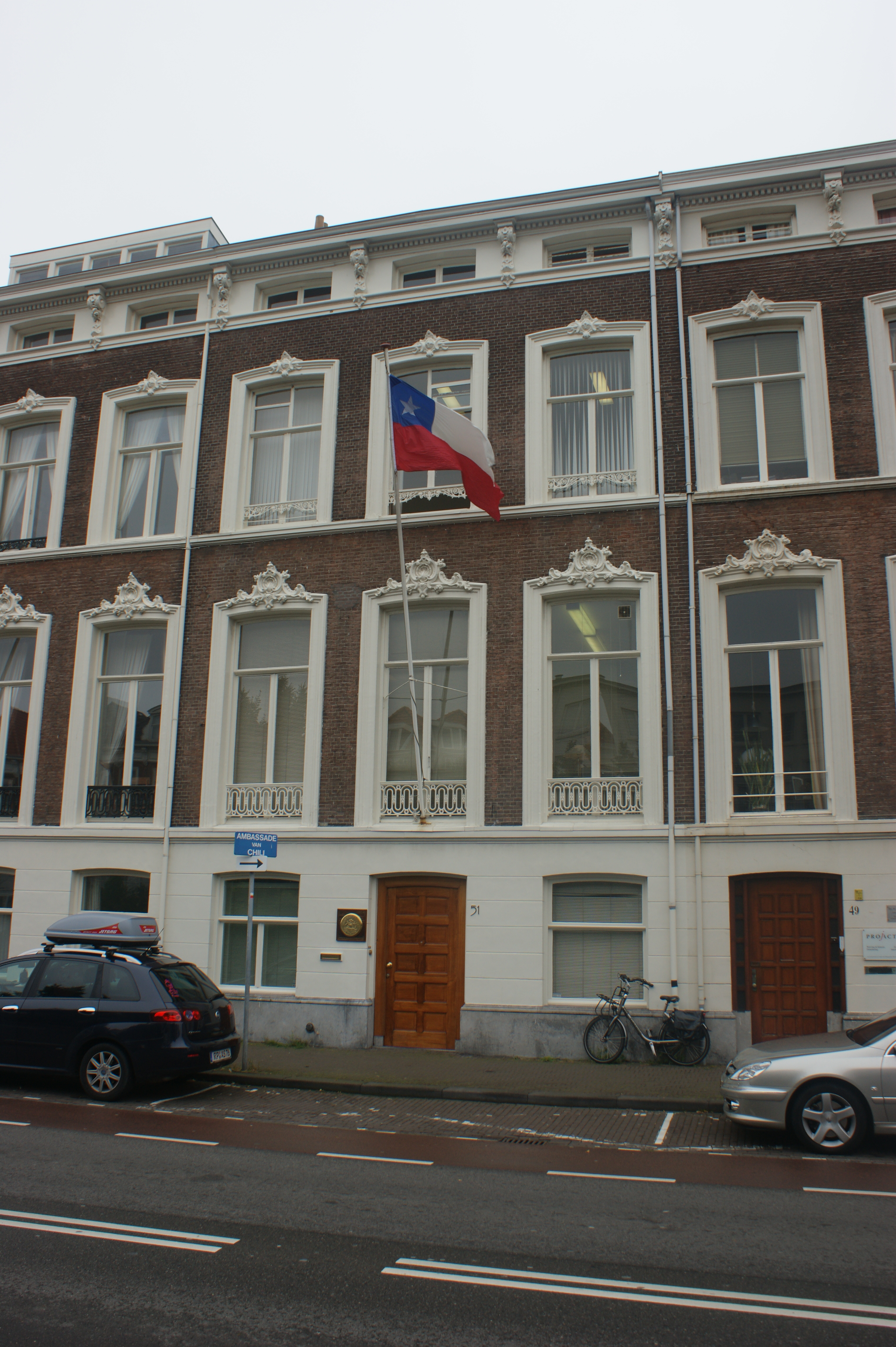
Chilenische Botschaft in Den Haag

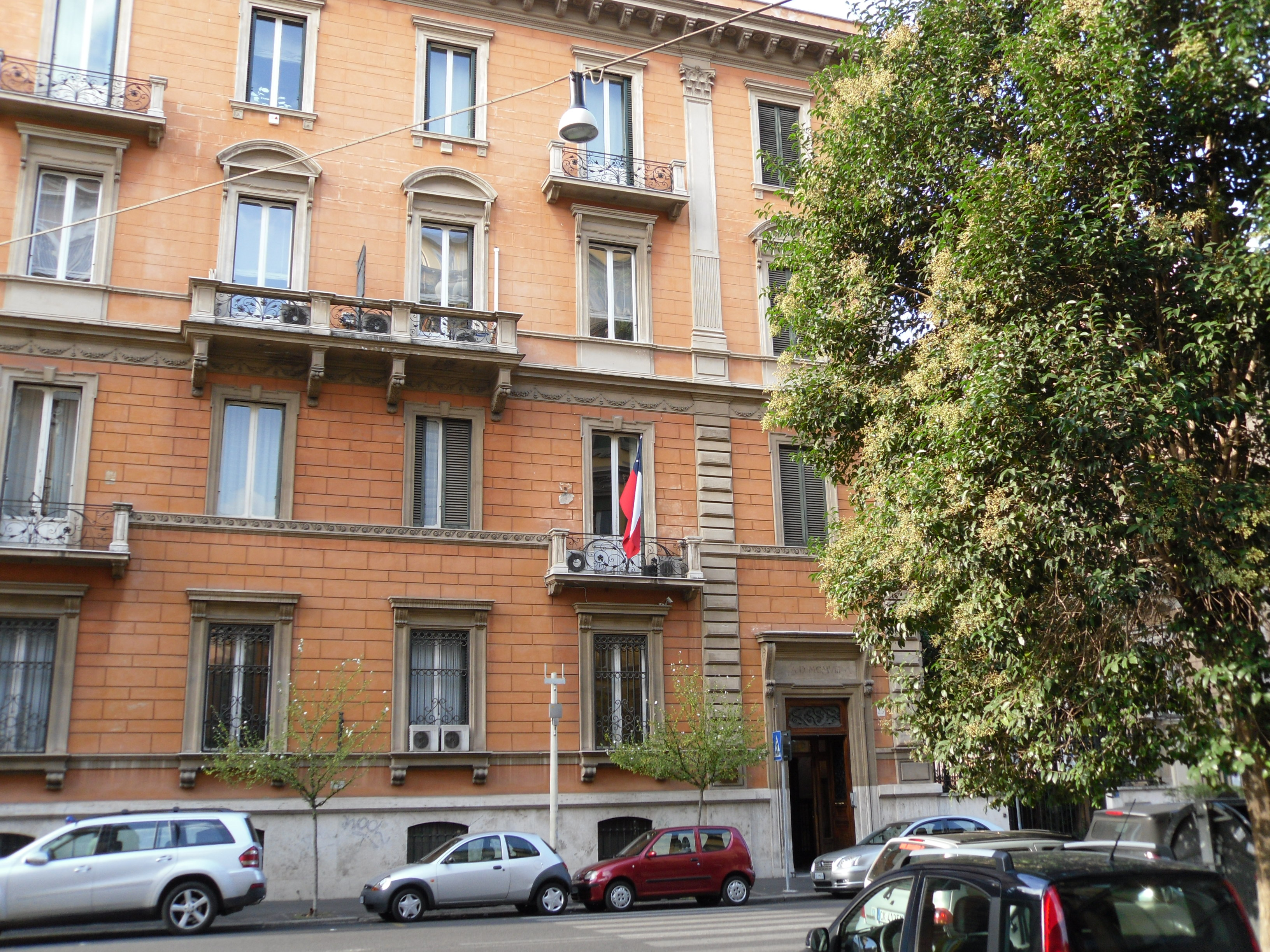
Chilenische Botschaft in Rom

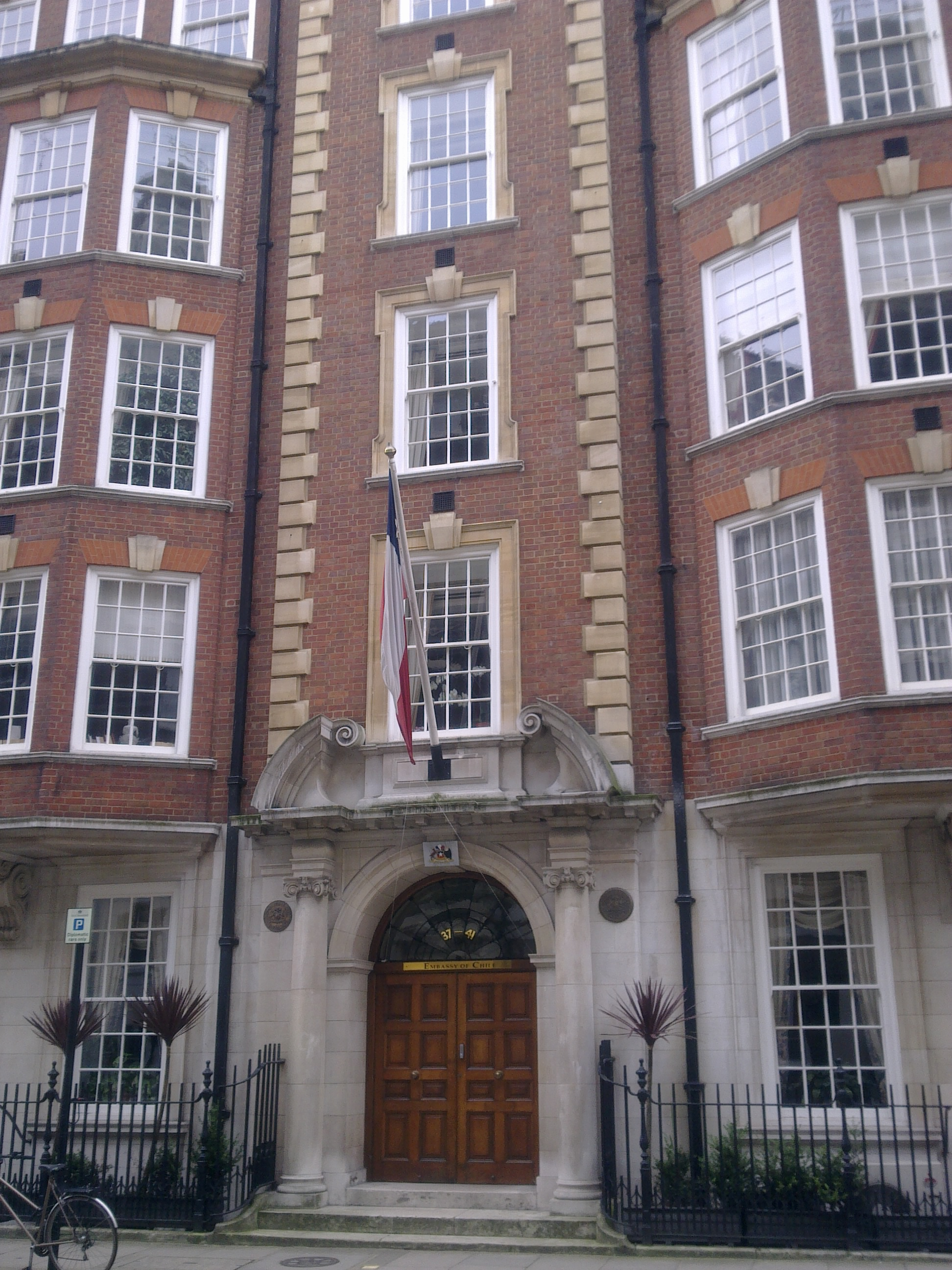
Chilenische Botschaft in London

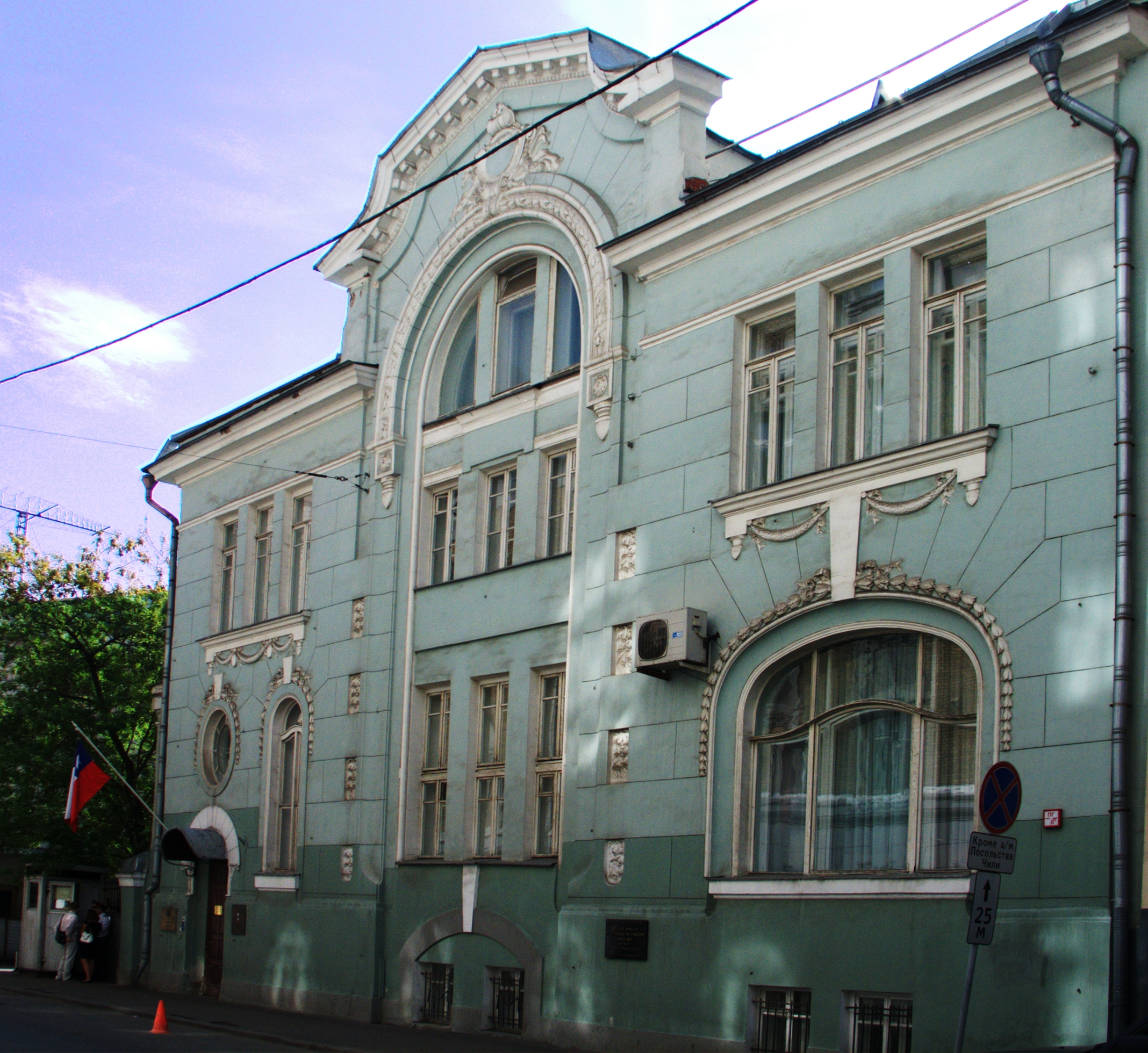
Chilenische Botschaft in Moskau

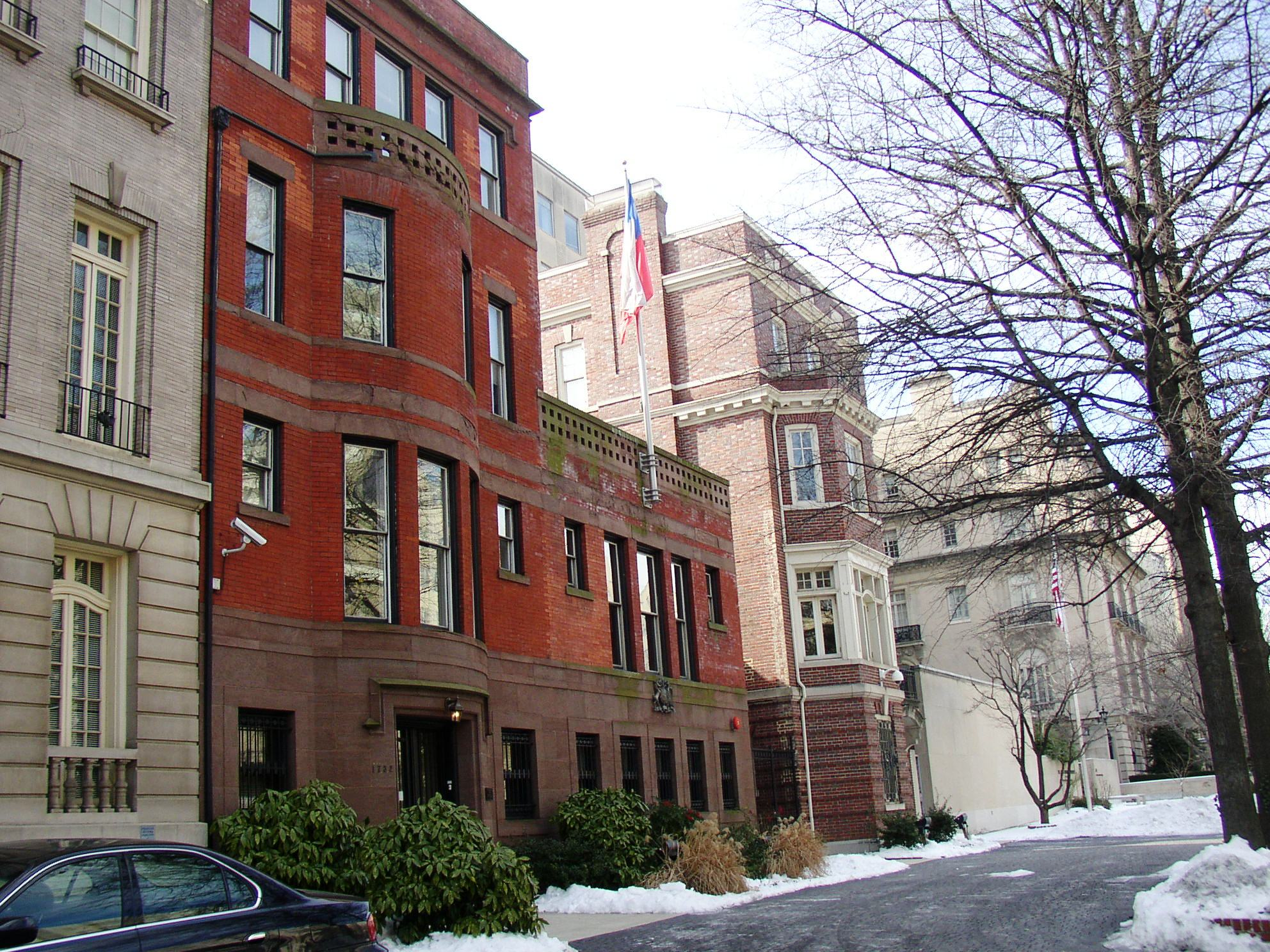
Chilenische Botschaft in Washington, D.C.

### Afrika
| - Ägypten: Kairo, Botschaft - Äthiopien: Addis Abeba, Botschaft - Algerien: Algier, Botschaft - Ghana: Accra, Botschaft | - Kenia: Nairobi, Botschaft - Marokko: Rabat, Botschaft - Südafrika: Pretoria, Botschaft |

### Asien
| - Volksrepublik China: Peking, Botschaft - Volksrepublik China: Guangzhou, Generalkonsulat - Volksrepublik China: Hongkong, Generalkonsulat - Volksrepublik China: Shanghai, Generalkonsulat - Indien: Neu-Delhi, Botschaft - Indonesien: Jakarta, Botschaft - Iran: Teheran, Botschaft - Israel: Tel Aviv, Botschaft - Japan: Tokyo, Botschaft - Jordanien: Amman, Botschaft - Libanon: Beirut, Botschaft | - Malaysia: Kuala Lumpur, Botschaft - Palästina: Ramallah, Vertretung - Philippinen: Manila, Botschaft - Singapur: Singapur, Botschaft - Südkorea: Seoul, Botschaft - Syrien: Damaskus, Botschaft - Taiwan: Taipei, Handelsbüro - Thailand: Bangkok, Botschaft - Vereinigte Arabische Emirate: Abu Dhabi, Botschaft - Vietnam: Hanoi, Botschaft |

### Australien und Ozeanien
| - Australien: Canberra, Botschaft - Australien: Melbourne, Generalkonsulat | - Australien: Sydney, Generalkonsulat - Neuseeland: Wellington, Botschaft |

### Europa
| - Belgien: Brüssel, Botschaft - Dänemark: Kopenhagen, Botschaft - Deutschland: Berlin, Botschaft - Deutschland: Frankfurt, Generalkonsulat - Deutschland: Hamburg, Generalkonsulat - Deutschland: München, Generalkonsulat - Finnland: Helsinki, Botschaft - Frankreich: Paris, Botschaft - Griechenland: Athen, Botschaft - Irland: Dublin, Botschaft - Italien: Rom, Botschaft - Italien: Mailand, Generalkonsulat - Kroatien: Zagreb, Botschaft - Niederlande: Den Haag, Botschaft - Niederlande: Amsterdam, Generalkonsulat | - Norwegen: Oslo, Botschaft - Österreich: Wien, Botschaft - Polen: Warschau, Botschaft - Portugal: Lissabon, Botschaft - Rumänien: Bukarest, Botschaft - Russland: Moskau, Botschaft - Schweden: Stockholm, Botschaft - Schweden: Göteborg, Generalkonsulat - Schweiz: Bern, Botschaft - Spanien: Madrid, Botschaft - Spanien: Barcelona, Generalkonsulat - Tschechien: Prag, Botschaft - Türkei: Ankara, Botschaft - Ungarn: Budapest, Botschaft - Vereinigtes Königreich: London, Botschaft |

### Nordamerika
| - Costa Rica: San José, Botschaft - Dominikanische Republik: Santo Domingo, Botschaft - El Salvador: San Salvador, Botschaft - Guatemala: Guatemala-Stadt, Botschaft - Haiti: Port-au-Prince, Botschaft - Honduras: Tegucigalpa, Botschaft - Jamaika: Kingston, Botschaft - Kanada: Ottawa, Botschaft - Kanada: Montreal, Generalkonsulat - Kanada: Toronto, Generalkonsulat - Kanada: Vancouver, Generalkonsulat - Kuba: Havanna, Botschaft | - Mexiko: Mexiko-Stadt, Botschaft - Nicaragua: Managua, Botschaft - Panama: Panama-Stadt, Botschaft - Trinidad und Tobago: Port of Spain, Botschaft - Vereinigte Staaten: Washington, D.C., Botschaft - Vereinigte Staaten: Chicago, Generalkonsulat - Vereinigte Staaten: Houston, Generalkonsulat - Vereinigte Staaten: Los Angeles, Generalkonsulat - Vereinigte Staaten: Miami, Generalkonsulat - Vereinigte Staaten: New York, Generalkonsulat - Vereinigte Staaten: San Francisco, Generalkonsulat |

### Südamerika
| - Argentinien: Buenos Aires, Botschaft - Argentinien: Bariloche, Generalkonsulat - Argentinien: Córdoba, Generalkonsulat - Argentinien: Mendoza, Generalkonsulat - Argentinien: Neuquén, Generalkonsulat - Argentinien: Río Gallegos, Generalkonsulat - Argentinien: Rosario, Generalkonsulat - Argentinien: Salta, Generalkonsulat - Argentinien: Bahía Blanca, Konsulat - Argentinien: Comodoro Rivadavia, Konsulat - Argentinien: Mar del Plata, Konsulat - Argentinien: Río Grande, Konsulat - Argentinien: Ushuaia, Konsulat - Bolivien: La Paz, Generalkonsulat - Bolivien: Santa Cruz de la Sierra, Generalkonsulat | - Brasilien: Brasília, Botschaft - Brasilien: Porto Alegre, Generalkonsulat - Brasilien: Rio de Janeiro, Generalkonsulat - Brasilien: São Paulo, Generalkonsulat - Ecuador: Quito, Botschaft - Ecuador: Guayaquil, Generalkonsulat - Guyana: Georgetown, Botschaft - Kolumbien: Bogotá, Botschaft - Paraguay: Asunción, Botschaft - Peru: Lima, Botschaft - Peru: Tacna, Generalkonsulat - Uruguay: Montevideo, Botschaft - Venezuela: Caracas, Botschaft - Venezuela: Puerto Ordaz, Konsulat |

## Vertretungen bei internationalen Organisationen
- Vereinte Nationen: New York, Delegation
- Vereinte Nationen: Genf, Delegation
- Vereinte Nationen: Wien, Delegation
- OAS: Washington, D.C., Delegation
- Europäische Union: Brüssel, Delegation
- UNESCO: Paris, Delegation
- Heiliger Stuhl: Vatikanstadt, Botschaft